# Mimosa ionema
Mimosa ionema är en ärtväxtart som beskrevs av Robinson. Mimosa ionema ingår i släktet mimosor, och familjen ärtväxter. Inga underarter finns listade i Catalogue of Life.